# روسیتا ماوری
رُسیتا ماوری (اسپانیایی: Rosita Mauri‎; ۱۵ نوامبر ۱۸۵۶ – ۳ دسامبر ۱۹۲۳) معلم و طراح رقص و بالرین طراز اول (prima ballerina) کاتالونیایی‌تبار بود. او مدل نقاشان بزرگی همچون ادگار دگا و ادوار مانه بود.

## نگارخانه

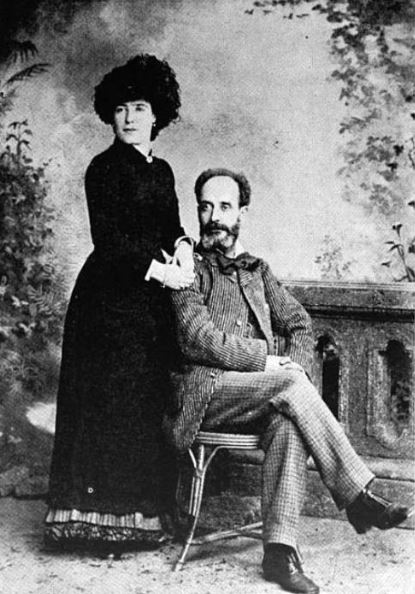
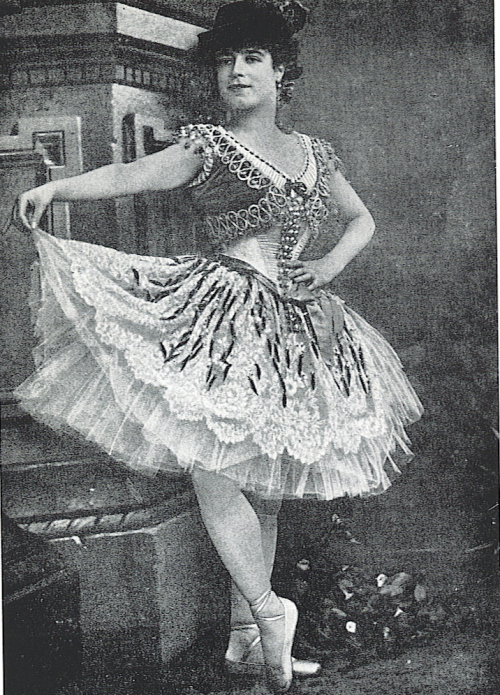
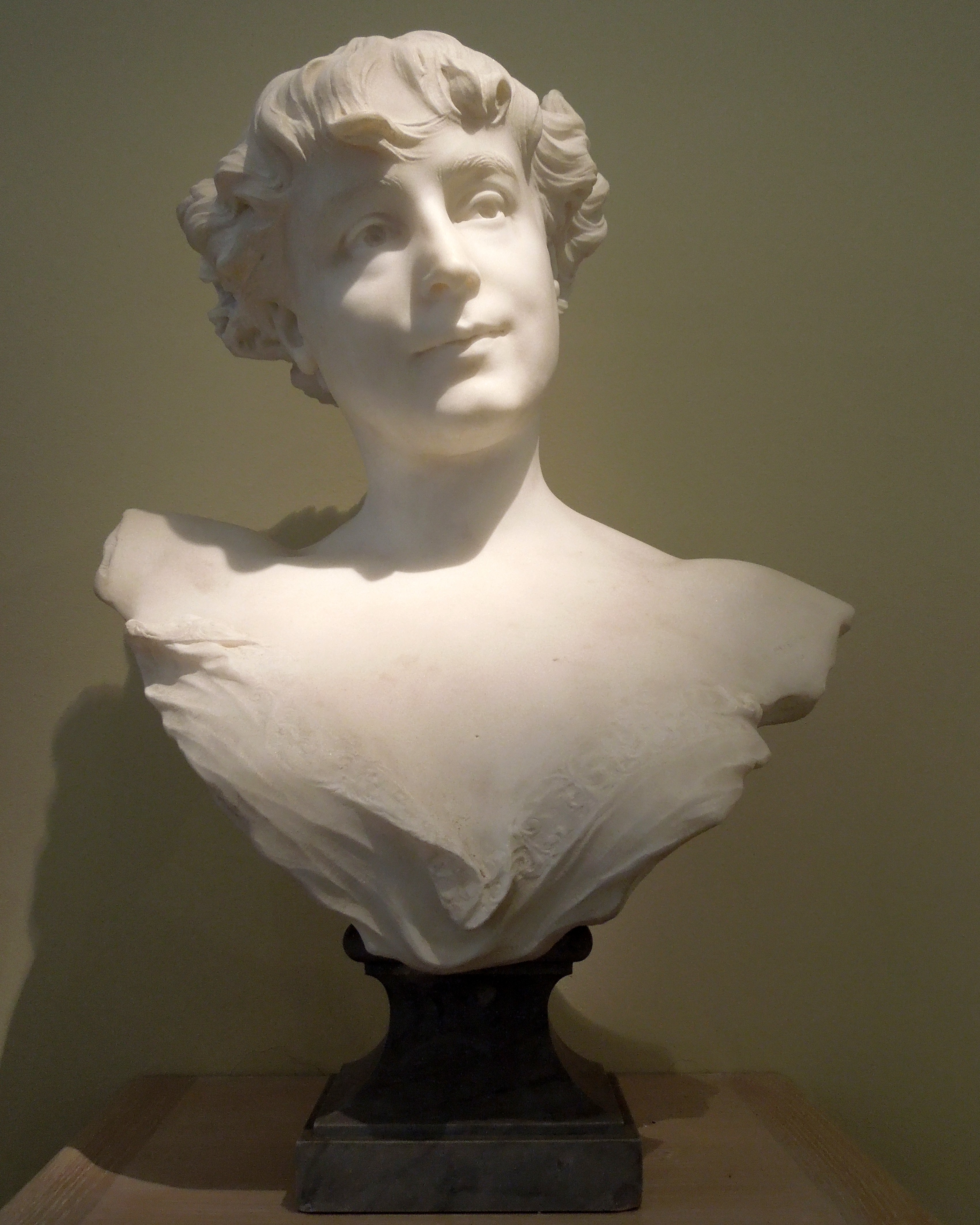
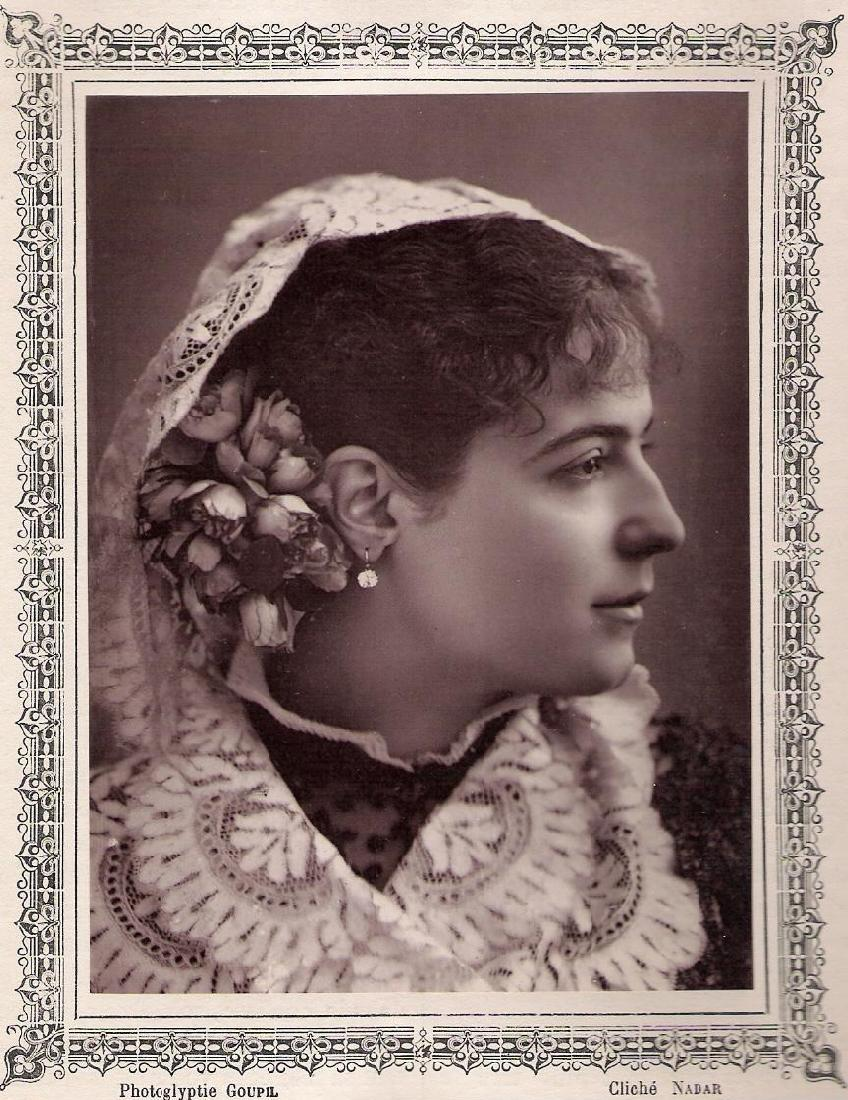
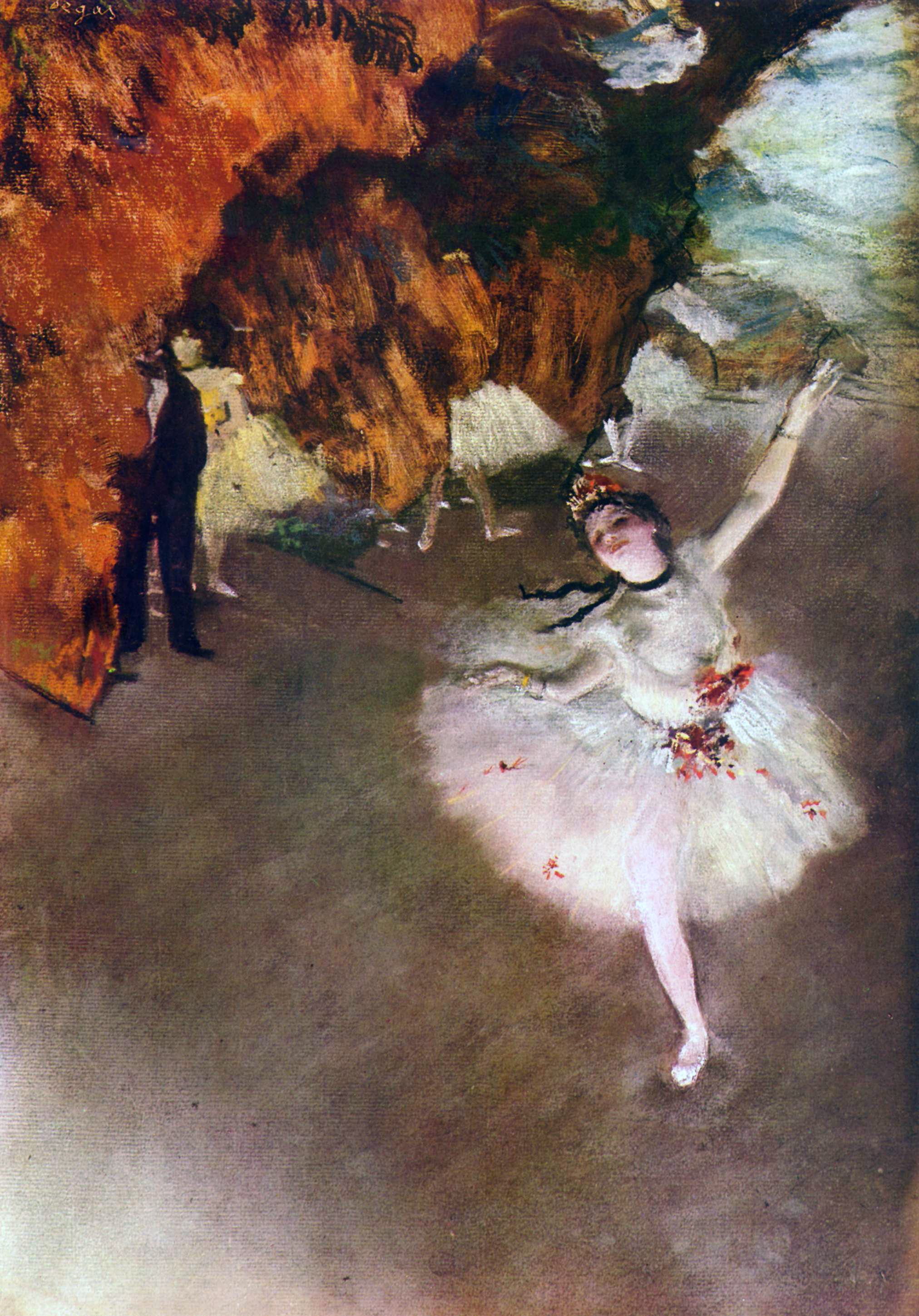
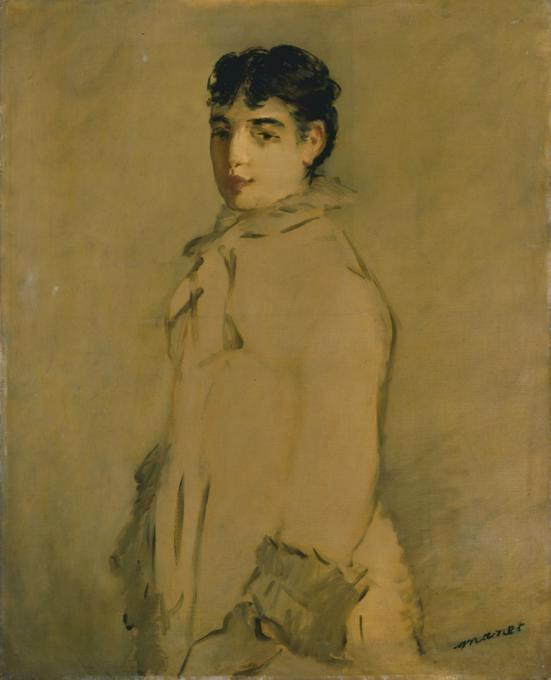
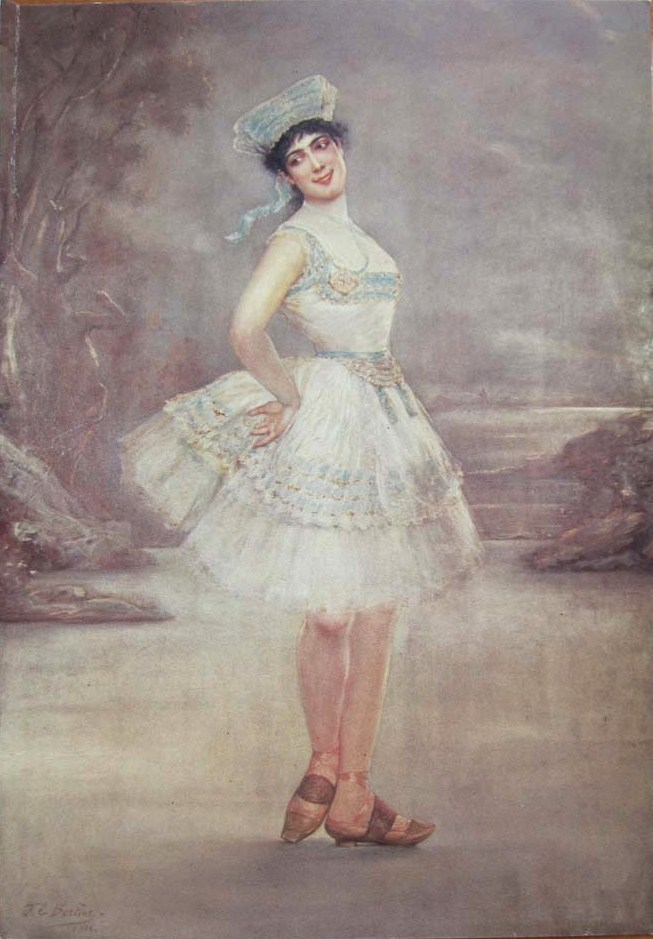
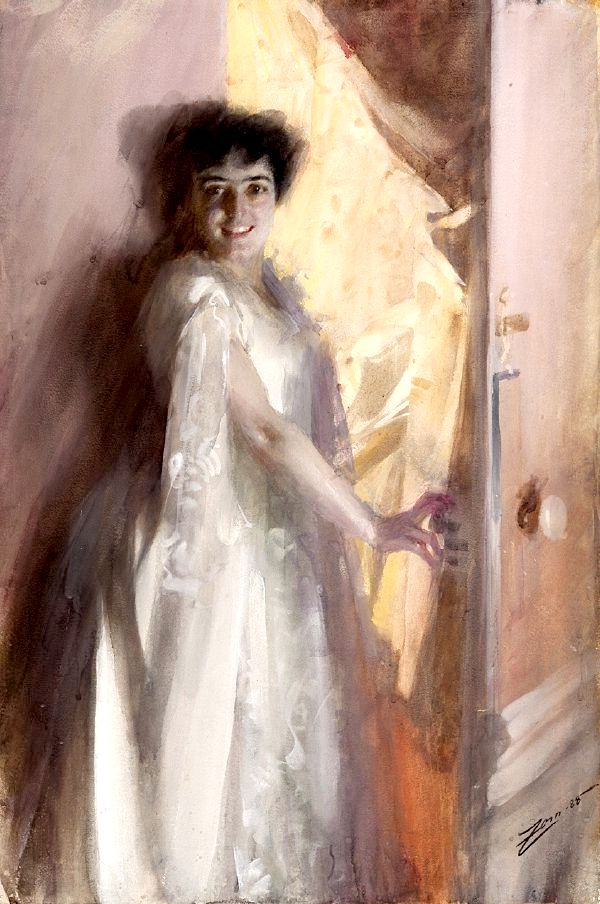